# 2018년 동계 올림픽 프리스타일 여자 모굴
2018년 동계 올림픽의 프리스타일 스키 여자 모굴 종목은 2018년 2월 9일부터 2월 11일까지 대한민국 평창군 휘닉스 평창에서 열렸다.

## 예선
본 대회에 앞서 출전권 선발전이 진행됐다. 올림픽 쿼터배정 명단에서 상위 30위 이내에 든 선수가 출전 대상이 되며 한 국가당 총 네 명까지 출전이 가능하다. 출전권 부여대상이 되는 선수는 2016년 7월 1일부터 2018년 1월 21일까지의 시한 내에 FIS 월드컵 대회나 2017년 FIS 프리스타일스키 스노보드 세계선수권대회에서 30위 내에 들어야 하고, FIS 출전 포인트 80점을 확보하여야 한다. 개최국인 대한민국의 경우 출전권 확보에 실패한다면, 출전기준을 충족하는 선수를 추천해 마지막으로 출전권을 얻은 선수를 대신할 수 있다.

## 결과

### 예선전
1차 예선에서는 상위 10위 이내에 든 선수들이 결승에 진출한다. 그 밖의 선수들은 2차 예선에 다시 참가하게 된다.

#### 1차 예선
| 순위 | 순번 | 이름                  | 국가           | 시간  | 점수 | 점수  | 점수  | 총합  | 주석 |
| 순위 | 순번 | 이름                  | 국가           | 시간  | 턴   | 에어  | 시간  | 총합  | 주석 |
| ---- | ---- | --------------------- | -------------- | ----- | ---- | ----- | ----- | ----- | ---- |
| 1    | 13   | 페린 라퐁             | 프랑스         | 28.87 | 50.5 | 13.75 | 15.47 | 79.72 | QF   |
| 2    | 3    | 앤디 노드             | 캐나다         | 29.10 | 49.6 | 14.79 | 15.21 | 79.60 | QF   |
| 3    | 5    | 모건 실드             | 미국           | 29.76 | 48.8 | 14.48 | 14.48 | 77.74 | QF   |
| 4    | 8    | 쥐스틴 뒤푸르라푸앵트 | 캐나다         | 29.26 | 48.3 | 14.33 | 15.03 | 77.66 | QF   |
| 5    | 18   | 잴린 코프             | 미국           | 28.91 | 48.3 | 13.73 | 15.42 | 77.45 | QF   |
| 6    | 2    | 브리트니 콕스         | 오스트레일리아 | 28.94 | 48.4 | 12.99 | 15.39 | 76.78 | QF   |
| 7    | 19   | 율리야 갈리셰바       | 카자흐스탄     | 30.51 | 47.1 | 15.64 | 13.62 | 76.36 | QF   |
| 8    | 10   | 키턴 매카고           | 미국           | 29.84 | 48.5 | 12.80 | 14.37 | 75.67 | QF   |
| 9    | 9    | 무라타 아리사         | 일본           | 29.90 | 46.0 | 13.83 | 14.30 | 74.13 | QF   |
| 10   | 16   | 오드리 로비쇼         | 캐나다         | 32.32 | 48.3 | 12.60 | 11.58 | 72.48 | QF   |
| 11   | 20   | 레기나 라히모바       | 러시아 출신    | 31.74 | 45.4 | 14.14 | 12.23 | 71.77 |      |
| 12   | 1    | 마리카 페르타히야     | 러시아 출신    | 30.37 | 44.6 | 12.05 | 13.78 | 70.43 |      |
| 13   | 15   | 클로에 뒤푸르라푸앵트 | 캐나다         | 30.01 | 44.0 | 11.35 | 14.18 | 69.53 |      |
| 14   | 21   | 재커라 앤서니         | 오스트레일리아 | 30.52 | 43.4 | 12.48 | 13.61 | 69.49 |      |
| 15   | 25   | 매디 힘버리           | 오스트레일리아 | 31.45 | 44.0 | 12.42 | 12.56 | 68.98 |      |
| 16   | 30   | 카미유 카브롤         | 프랑스         | 31.96 | 44.7 | 12.21 | 11.98 | 68.89 |      |
| 17   | 28   | 클로디아 겔리         | 오스트레일리아 | 31.17 | 43.1 | 12.71 | 12.87 | 68.68 |      |
| 18   | 11   | 헤드비 베셀           | 노르웨이       | 29.70 | 42.0 | 12.11 | 14.53 | 68.64 |      |
| 19   | 14   | 서지원                | 대한민국       | 30.71 | 45.0 | 10.07 | 13.39 | 68.46 |      |
| 20   | 17   | 예카테리나 스톨랴로바 | 러시아 출신    | 30.82 | 42.3 | 12.12 | 13.27 | 67.69 |      |
| 21   | 6    | 데보라 스칸치오       | 스위스         | 30.82 | 41.2 | 11.91 | 13.27 | 66.38 |      |
| 22   | 29   | 테스 존슨             | 미국           | 30.56 | 41.7 | 10.29 | 13.56 | 65.55 |      |
| 23   | 26   | 카타리나 푀르스터     | 독일           | 29.71 | 39.4 | 9.25  | 14.52 | 63.17 |      |
| 24   | 24   | 레아 부아르트         | 독일           | 29.18 | 33.6 | 6.99  | 15.12 | 55.71 |      |
| 25   | 12   | 멜라니 멜링거         | 오스트리아     | 33.78 | 37.0 | 8.02  | 9.93  | 54.95 |      |
| 26   | 22   | 아야울림 암레노바     | 카자흐스탄     | 35.15 | 36.5 | 7.89  | 8.39  | 52.78 |      |
| 27   | 4    | 왕진                  | 중화인민공화국 | 34.87 | 35.9 | 6.69  | 8.70  | 51.29 |      |
| 28   | 23   | 관쯔옌                | 중화인민공화국 | 36.30 | 32.7 | 8.32  | 7.09  | 48.11 |      |
| 29   | 27   | 테탸나 페트로바       | 우크라이나     | 36.69 | 31.5 | 8.04  | 6.65  | 46.19 |      |
| 30   | 7    | 서정화                | 대한민국       | 41.80 | 9.2  | 6.47  | 0.90  | 16.57 |      |

## 범례
|  | 세계 신기록                  |  |                   | 아프리카 신기록 |                      | Q | 예선 통과 |
|  | 올림픽 신기록                |  | 북아메리카 신기록 | DNS             | 경기를 시작하지 않음 |   |           |
|  |                              |  | 아시아 신기록     | DNF             | 경기를 마치지 않음   |   |           |
|  | 국가 신기록                  |  | 유럽 신기록       | DSQ             | 실격                 |   |           |
|  | 개인 최고 기록 (개인 신기록) |  | 오세아니아 신기록 | WD              | 기권                 |   |           |
|  | 시즌 최고 기록 (시즌 신기록) |  | 남아메리카 신기록 | NM              | 기록 없음            |   |           |